# Sonosuke Sato
Sonosuke Sato (japanisch 佐藤 颯之介 Sato Sonosuke; * 6. Juli 2003 in der Präfektur Miyazaki) ist ein japanischer Fußballspieler.

## Karriere
Sonosuke Sato erlernte das Fußballspielen in der Schulmannschaft der Hosho High School sowie in der Universitätsmannschaft der Miyazaki Sangyo-keiei University. Zu Beginn der Saison 2025 wurde er von der Universität an den Erstligisten Avispa Fukuoka ausgeliehen. Sein Erstligadebüt gab Sonosuke Sato am 29. April 2025 (13. Spieltag) im Auswärtsspiel gegen Shonan Bellmare. Bei dem 0:0-Unentschieden wurde er in der 75. Minute für Tomoya Miki eingewechselt.